# جيسيكا كوهن
جيسيكا كوهن (بالإنجليزية: Jessica Cohen)‏ (بالعبرية: ג'סיקה כהן‏) هي مترجمة أمريكية وبريطانية وإسرائيلية، ولدت في 1973 في كولشيستر في المملكة المتحدة.

## وصلات خارجية
- الموقع الرسمي